# Пиманов, Алексей Викторович
Алексе́й Ви́кторович Пима́нов (род. 9 февраля 1962, Москва, РСФСР, СССР) — российский режиссёр, сценарист, продюсер, журналист, телеведущий, политический деятель. Президент АО "ТО «Красная звезда» (с октября 2013 года), ведущий правовой телевизионной программы «Человек и закон» на «ОРТ» и «Первом канале» (1996 — н. в.).
В 1996—2010 годах — генеральный директор телекомпании «Останкино» (бывшая «РТС»), производителя ряда передач для «Первого канала». Учредитель ООО «Пиманов и партнёры» и ряда других компаний, занимающихся производством телевизионных программ и фильмов. Заслуженный артист Российской Федерации (2022).
Из-за вторжения России на Украину, как пропагандист, включён в санкционные списки всех стран Евросоюза, Великобритании и других стран.

## Биография
Родился 9 февраля 1962 года в Москве.
С детства мечтал стать профессиональным историком, но, по совету своего учителя истории, решил получить техническое образование, а историю сделать своим хобби. Окончив среднюю школу, поступил в технический ВУЗ.
С третьего курса института был призван в ряды Советской армии. Службу проходил на космодроме «Байконур» (Казахская ССР), обеспечивал связь перед пуском ракет. После увольнения в запас, в 1986 году, продолжил учёбу в институте и одновременно пошёл работать на телевидение видеоинженером по выносным камерам в ТТЦ «Останкино», а затем — оператором.
В 1989 году окончил Московский институт связи по специальности «инженер радиосвязи и радиовещания». Также учился на факультете журналистики Московского государственного университета имени М. В. Ломоносова.

## Карьера на телевидении
- Алексей Пиманов начал свою карьеру на телевидении в 1986 году: работал в ТТЦ «Останкино» видеоинженером по выносным камерам, затем — оператором.
- В 1989 году перешёл в редакцию общественно-политических программ ЦТ Гостелерадио СССР.
- В 1989—1990 годы — ведущий программы «Ступени».
- В 1990—1991 годы — специальный корреспондент ТК «ВИD».
- В 1992—1994 годы — автор, ведущий и режиссёр программы «За Кремлёвской стеной».
- В 1993—1994 годы — директор студии «Резонанс», ТРК «Останкино».
- В марте 1993 года был включён в состав Временного Совета при Президенте РФ по совершенствованию защиты свободы слова[5].
- В 1995—1997 годы — продюсер программ «Семь дней спорта», «Футбольное обозрение», «Новости спорта» и «Человек и закон».
- С 1996 по 2010 год — генеральный директор ТК «Останкино» и ведущий программы «Человек и закон»[6]. Телекомпания «Останкино» была учреждена Пимановым совместно с Сергеем Медведевым и занимается производством телевизионных и документальных проектов для «Первого канала» (в прошлом — для других федеральных каналов)[7].

- Является сопредседателем Ассоциации продюсеров кино и телевидения, руководителем проекта «Российское кино», членом Международной академии телевидения и радио[8].
- В 2007 году стал одним из учредителей (вместе с Ольгой Погодиной и Денисом Анисимовым) кинокомпании «ОДА-Фильм» (Москва), основной деятельностью которой является производство телевизионных многосерийных художественных фильмов и полнометражных художественных фильмов[9].
- 28 октября 2013 года в интервью газете «Известия» официально подтвердил, что "несколько дней назад официально вступил в должность, которая называется «президент медиахолдинга „Красная звезда“»"[10]. В медиахолдинг входят, в частности, Телерадиокомпания Вооружённых Сил Российской Федерации «Звезда» (телеканал «Звезда» и Радио Звезда)[11] и творческое объединение «Красная звезда», которое является управляющей организацией ООО «Издательский дом „Звезда“» (соучредитель совместно с Телерадиокомпанией «Звезда» еженедельника «Звезда»[12]), ООО «Киностудия „Звезда“» и ООО «Информационное агентство „Военинформ“»[13][14].
- 27 октября 2017 года вышла в эфир телепередача «Человек и закон» с темой сюжета «Борьба „за экологию“ как способ противостояния новым технологиям», в ходе которой выступил с критикой борцов за экологию[15].

## Политическая и общественная деятельность
- 23 сентября 2009 года Алексей Пиманов утверждён членом Общественной палаты Российской Федерации третьего состава (срок полномочий: 2010—2012 годы)[16], где являлся членом Комиссии по общественному контролю за деятельностью и реформированием правоохранительных органов и судебно-правовой системы[17].
- 15 октября 2010 года избран депутатом Верховного Хурала (парламента) Республики Тыва от партии «Единая Россия»[18].
- 17 января 2011 года избран представителем в Совете Федерации (сенатором) от Верховного Хурала (парламента) Республики Тыва[19]; член Комитета по обороне и безопасности Совета Федерации. 14 октября 2013 года средства массовой информации сообщили о том, что Алексей Пиманов досрочно слагает с себя полномочия сенатора по собственному желанию, в связи с переходом на другую работу[14][20][21].
- 8 июня 2011 года вошёл в число доверенных лиц Общероссийского народного фронта (ОНФ), которые должны ездить по регионам с тем, чтобы узнавать о проблемах, которые волнуют людей, формировать предложения для включения в предвыборную программу ОНФ[22].

## Взгляды
- Согласно публикации Эллен Берри (Ellen Barry) в американской газете «The New York Times» от 15 ноября 2010 года, Алексей Пиманов высказал своё предположение о подкупе присяжных заседателей по делу Игоря Изместьева, обвинённого в организации преступлений, совершённых в Башкортостане в 1990-х годах, и приговорённого к пожизненному заключению[23].

## Санкции
8 апреля 2022 года, после вторжения России на Украину, Пиманов был включён в санкционный список стран Евросоюза как пропагандист и глава медиахолдинга «Красная звезда», который «регулярно распространяет дезинформацию о продолжающейся неспровоцированной военной агрессии России против Украины», а также «за поддержку действий и политики, которые подрывают территориальную целостность, суверенитет и независимость Украины». Также Евросоюз отмечает что Пиманов был режиссером и продюсером пропагандистского фильма «Крым», в котором оправдывается и прославляется незаконная аннексия Крымского полуострова Российской Федерацией.
21 апреля 2022 года Великобритания ввела санкции против Пиманова по тем же основаниям, что и Евросоюз.
7 июля 2022 года включён в санкционные списки Канады как «российский деятель дезинформации и пропаганды», несущий ответственность «за создание условий и поддержку неспровоцированного и необоснованного вторжения России на Украину».
В октябре 2022 года попал в санкционные списки Украины как ответственный «за поддержку действий и политики, которые подрывают территориальную целостность, суверенитет и независимость Украины». 24 февраля 2024 года внесён в санкционный список Австралии.
Также, по аналогичным основаниям, находится в санкционных списках Швейцарии и Новой Зеландии.

## Фильмография

### Режиссёр
- 2005 — Александровский сад
- 2007 — Три дня в Одессе (Александровский сад 2)
- 2008 — Охота на Берию (Александровский сад 3)
- 2009 — Мужчина в моей голове
- 2015 — Овечка Долли была злая и рано умерла[35]
- 2017 — Крым
- 2022 — Одиннадцать молчаливых мужчин
- 2024 — Водитель-олигарх

### Сценарист
- 2005 — Александровский сад
- 2007 — Три дня в Одессе (Александровский сад 2)
- 2008 — Охота на Берию (Александровский сад 3)
- 2009 — Мужчина в моей голове
- 2014 — Слава
- 2015 — Овечка Долли была злая и рано умерла[35]
- 2017 — Крым
- 2024 — Водитель-олигарх

### Продюсер
- 2005 — «Александровский сад» (сериал)
- 2005 — «Элвис Пресли. Во власти рока» (документальный)
- 2005 — «Рождение легенды. Добро пожаловать, или Посторонним вход воспрещён» (документальный)
- 2005 — «Рождение легенды. Мимино» (документальный)
- 2006 — «Рождение легенды. Иван Васильевич меняет профессию» (документальный)
- 2006 — «Рождение легенды. Бриллиантовая рука» (документальный)
- 2006 — «Рождение легенды. Москва слезам не верит» (документальный)
- 2006 — «Три плюс два. Море, любовь, кино» (документальный)
- 2007 — «Рождение легенды. Офицеры» (документальный)
- 2007 — «Фильм про фильм. Берегись автомобиля» (документальный)
- 2007 — «Фильм про фильм. Осенний марафон» (документальный)
- 2007 — «Блеск и нищета королевы комедии» (документальный)
- 2007 — «Три дня в Одессе» («Александровский сад 2»)
- 2008 — «Охота на Берию» («Александровский сад 3»)
- 2008 — «Галина» (сериал)
- 2008 — «Рождение легенды. Покровские ворота» (документальный)
- 2008 — «Люсьена Овчинникова. Жизнь в ожидании любви» (документальный)
- 2008 — «Ненависть» (сериал)
- 2008 — «Память о счастье» (документальный)
- 2009 — «Цыганки» (сериал)
- 2009 — «Мужчина в моей голове» (художественный)
- 2009 — «Фаина Раневская. Красота — страшная сила» (документальный)
- 2010 — «Банды» (сериал)
- 2010 — «Зоя» (сериал)
- 2010 — «Нонна Мордюкова. Такой её никто не знал» (документальный)
- 2010 — «Владимир Мигуля. Обратный отсчёт» (документальный)
- 2010 — «Путейцы-2» (сериал)
- 2010 — «Татьяна Лаврова. Недолюбила, недожила…» (документальный)
- 2011 — «Отражение»
- 2011 — «Анатолий Папанов. От комедии до трагедии» (документальный)
- 2011 — «Жуков» (сериал)
- 2011 — «Игорь Тальков. Поверженный в бою» (документальный)
- 2011 — «Михаил Пуговкин. Главный герой второго плана» (документальный)
- 2011 — «Необыкновенный фашизм» (документальный)
- 2011 — «Ночь одинокого филина» (художественный)
- 2012 — «Евгений Моргунов. Невыносимый балагур» (документальный)
- 2012 — «История одного суда» (документальный)
- 2012 — «Шли бы вы в баню» (документальный)
- 2013 — «Людмила» (сериал)
- 2014 — «Шутки шутками, а Жванецкому — 80!» (документальный)
- 2014 — «Слава»[36]
- 2015 — «Овечка Долли была злая и рано умерла» (художественный)[35]
- 2015 — «Бабий бунт, или Война в Новосёлково» (художественный)
- 2015 — «Власик. Тень Сталина» (сериал)
- 2015 — «Олег Табаков. Смотрю на мир влюблёнными глазами» (документальный)
- 2015 — «Маргарита Назарова» (сериал)
- 2016 — «Любовь прет-а-порте» / Di tutti i colori (Россия-Италия) (художественный)
- 2017 — «Крым» (художественный)
- 2018 — «Несокрушимый» (художественный)
- 2019 — «Легенда Феррари» (сериал)
- 2024 — «Водитель-олигарх» (художественный)

### Продюсер телепередач
- 1995 — «Человек и закон»
- 1995—1997 — «Футбольное обозрение»
- 1997—2016 — «Армейский магазин»
- 1997—2005 — «Документальный детектив» (документальный сериал)
- 1997 — «Здоровье»
- 1999—2004 — «Спасатели. Экстренный вызов» (документальный сериал)
- 1999 — «Слушается дело»
- 1999—2001 — «Процесс»
- 1999—2007 — «Вкусные истории»
- 2000 — «Кремль-9» (документальный сериал)
- 2001—2007 — «Лубянка» (документальный сериал)
- 2001—2010 — «Кумиры» с Валентиной Пимановой (документальный сериал)
- 2002—2010 — «Ударная сила» (документальный сериал)
- 2002—2017 — «Тайны века» (документальный сериал)
- 2004—2011 — «Спецрасследование»
- 2005—2010 — «Последние 24 часа» (документальный сериал)
- 2006—2009 — «Детективные истории» (документальный сериал)
- 2008—2009 — «Живая история» (документальный сериал)
- 2010 — «Жить здорово!»
- 2010 — «Московское дело» (документальный сериал)
- 2011 — «Свидетели» (документальный сериал)
- 2014—2022 — «Легенды цирка»
- 2014—2016 — «Папа сможет?»
- 2014 — «Военная приёмка»
- 2015 — «Звезда»
- 2015—2018 — «Научный детектив»
- 2015 — «Новости недели с Юрием Подкопаевым»
- 2015—2021 — «Последний день»
- 2015 — «Не факт»
- 2015—2018 — «Особая статья»
- 2015—2016 — «Поступок»
- 2015—2018 — «Процесс»
- 2015 — «Легенды армии»
- 2015 — «Специальный репортаж»
- 2015—2018 — «Легенды спорта»
- 2015 — «Легенды музыки»
- 2016 — «Часовой»
- 2016—2018 — «Звезда на „Звезде“»
- 2016—2018 — «Прогнозы»
- 2016—2018 — «Теория заговора»
- 2016 — «Фетисов»
- 2016 — «Загадки века»
- 2016 — «Улика из прошлого»
- 2016—2019 — «Секретная папка»
- 2016 — «Сегодня утром»
- 2016—2018 — «Политический детектив»
- 2016 — «Легенды кино»
- 2016—2021 — «Легенды космоса»
- 2016—2019 — «Легенды госбезопасности»
- 2016—2022 — «Задело!»
- 2017—2023 — «Легенды советского сыска»
- 2017—2022 — «Десять фотографий»
- 2017 — «Код доступа»
- 2018 — «Скрытые угрозы»
- 2018 — «Открытый эфир»
- 2018 — «Между тем» с Наталией Метлиной
- 2018—2019 — «Юная звезда»
- 2019—2024 — «Морской бой»
- 2019 — «Главное с Ольгой Беловой»
- 2019 — «Секретные материалы»
- 2019 — «Взвод»
- 2019 — «СССР. Знак качества»
- 2019—2022 — «Легенды телевидения»
- 2020—2022 — «Круиз-контроль»
- 2021—2024 — «Легендарные матчи»
- 2021—2024 — «Главный день»
- 2021 — «Война миров»
- 2021—2025 — «Легенды науки»
- 2022 — «Здравствуйте, товарищи!»
- 2022—2024 — «Время героев»
- 2022 — «Музыка+»
- 2023—2024 — «Десять мгновений»
- 2023 — «По горячим следам»
- 2023 — «Галерея звёзд»
- 2023 — «Мужики»
- 2023 — «Ищу своих»
- 2023 — «Специальный репортаж. Что русскому смешно…»
- 2024 — «Моторы и колёса»
- 2024 — «Сыновья уходят в бой»
- 2024 — «Второе мнение»
- 2024 — «Родная»
- 2024 — «Анбоксинг профессий»
- 2025 — «Любовь на линии огня»

## Личная жизнь
- Первая жена — Валерия Архипова, экономист. Алексей и Валерия познакомились во время учёбы в техникуме[37].
  - Сын — Денис Алексеевич Пиманов[37] (род. 30 сентября 1980[38]), окончил театрально-режиссёрский факультет Московского государственного университета культуры и искусств (МГУКИ) (курс Вахтанга Микеладзе), работает режиссёром в проектах отца, является главным режиссёром программы «Человек и закон», инициатором создания одноимённой юридической компании[38]. Увлекается ездой на мотоцикле, сноубордом, скейтбордом[39]. Женат. Жена Оксана работает шеф-редактором программы «Человек и закон». В семье двое детей — сын Алексей (род. 2010) и дочь Варвара (род. февраль 2013)[37].
  - Сын — Артём Алексеевич Пиманов (род. 1989), режиссёр программы «Человек и закон», продюсер. Женился 23 декабря 2015 г. Жена — Виолетта Вальтеровна Пиманова (род. 3 сентября 1994)[37].
- Вторая жена — Валентина Юрьевна Пиманова (род. 15 июля 1961), журналист, автор и ведущая телепрограммы «Кумиры»[2].
  - Дочь (приёмная) — Дарья Алексеевна Пиманова, выпускница факультета журналистики Гуманитарного института телевидения и радиовещания имени М. А. Литовчина (ГИТРа) и Высших курсов сценаристов и режиссёров (режиссёрский курс Владимира Хотиненко) в Москве, автор цикла документальных фильмов «Рождение легенды» («Первый канал»), продюсер[39]. С 2015 года является креативным продюсером Всероссийского конкурса исполнителей песни «Новая звезда» на телеканале «Звезда»[40].
- Третья жена — Ольга Станиславовна Погодина (род. 21 сентября 1976), российская актриса театра и кино, народная артистка РФ. Поженились в 2013 году[41].

В рейтинге доходов российских чиновников «Власть и деньги» журнала «Forbes» за 2011 год член Совета Федерации Алексей Пиманов занял 100-е место — его доход составил 70 миллионов рублей (суммарный семейный доход — 71 миллион рублей).

### Увлечения
Увлекается политологией, историей и спортом — хоккеем, теннисом. До двадцатилетнего возраста профессионально занимался футболом. Был кандидатом в мастера спорта по футболу.

## Награды, премии
- Почётное звание «Заслуженный деятель искусств Республики Ингушетия» (2004)[45].
- Лауреат всероссийского конкурса «СМИ против преступности, терроризма и коррупции» (номинация «Федеральные СМИ»), награждён дипломом Союза журналистов России (2006)[46].
- Премия ФСБ России в номинации «Кино- и телефильмы» (2007) — за художественный фильм «Три дня в Одессе».
- Номинация на премию «Золотой орёл» в категории «Лучший телефильм или мини-сериал» — за телесериал «Галина» (2010).
- Премия «Серебряный Витязь» кинофорума «Золотой Витязь» в номинации «Телевизионные игровые фильмы» — за фильм «Жуков» (2012)[47].
- Диплом XXI Международного кинофорума «Золотой Витязь» — «Лучшему продюсеру» — за нравственные идеалы и за возвышение души человека (2012)[47].
- Премия «Золотой орёл» в номинации «Лучший телевизионный сериал (более 10 серий)» — за телесериал «Жуков» (2013).
- Лауреат ежегодной российской национальной телевизионной премии «Телегранд» (2014) — за большой вклад в создание публицистических телепрограмм и развитие телевизионного кино.
- Лауреат Премии Министерства обороны Российской Федерации в области культуры и искусства (2014) — за произведение аудиовизуальных искусств[48].
- Специальный приз фестиваля комедий «Улыбнись, Россия!» — за фильм «Овечка Долли была злая и рано умерла» (2015)[49].
- Приз XXIV Международного детского кинофестиваля «Алые паруса» в номинации «Самый увлекательный фильм» — за фильм «Овечка Долли была злая и рано умерла» (2016)[50].
- Премия «Золотой Витязь» кинофорума «Золотой Витязь» — за лучший сериал «Маргарита Назарова» (2017)[51].
- Награда «Солдат истории» — за создание художественного фильма «Крым» в номинации «Лучший военно-исторический фильм» (2017)[52].
- Лауреат Премии Министерства обороны Российской Федерации в области культуры и искусства (2018) — за произведение аудиовизуальных искусств (фильм «Крым»)[53].
- Гран-при ХVI Международного фестиваля военного кино имени Ю. Н. Озерова — за фильм «Крым» (2018)[54].
- Премия Правительства Российской Федерации в области средств массовой информации (2021) — за создание и реализацию уникальной концепции современной познавательной радиостанции «Звезда-FM»[55].
- Почетное звание «Заслуженный артист Российской Федерации» (2022)[56].
- Гран-при VI Международного кинофестиваля «17 мгновений…» им. Вячеслава Тихонова — за фильм «Одиннадцать молчаливых мужчин» (2022)[57].
- Приз XXX Международного детского кинофестиваля «Алые паруса в Артеке» им. Василия Ланового — Лучший фильм кинофестиваля — за фильм «Одиннадцать молчаливых мужчин»[58].
- Приз VII Кинофестиваля БРИКС в Шанхае (2022) в номинации «Лучший режиссер» — за фильм «Одиннадцать молчаливых мужчин» (2022)[59].